# Scotopteryx subvicinaria
Scotopteryx subvicinaria är en fjärilsart som beskrevs av Otto Staudinger 1892. Scotopteryx subvicinaria ingår i släktet backmätare, och familjen mätare. Inga underarter finns listade.